# Bonnie Aarons
Bonnie Aarons  (Los Angeles, 9 de setembro de 1960) é uma atriz e escritora estadunidense. Ela é mais conhecida pelos seus papeis nos filmes Cidade dos Sonhos (2001), atuando como Bum; O Diário da Princesa (2001) e O Diário da Princesa 2: Casamento real (2004), atuando como a baronesa Joy von Troken; e Invocação do Mal 2 (2016) e A Freira (2018), atuando como o demônio Valak, papel onde possui maior reconhecimento atualmente. Futuramente, a atriz aparecerá no filme Adi Shankar's Gods and Secrets.

## Carreira
A atriz frequentou uma escola de atuação em Nova Iorque, porém, frequentemente recebia comentários afirmando que a mesma não conseguiria alavancar uma carreira como atriz devido à sua aparência e, principalmente, seu nariz. Ela somente encontrou trabalhos na Europa, fazendo curtas e comerciais de TV. Seu primeiro filme americano foi O Amor é Uma Grande Fantasia, de 1994, onde fazia o papel de uma prostituta. Ela participou, no ano seguinte, do filme Caged Heat 3000, produzido por Roger Corman.
Aarons desempenhou pequenos papéis em alguns filmes de terror, sendo alguns deles Eu Sei Quem me Matou, Arraste-me para o Inferno e Mulholland Drive.

## Filmografia

### Filmes
| Ano  | Titulo                       | Personagem                    | Notas |
| ---- | ---------------------------- | ----------------------------- | ----- |
| 1994 | O Amor é uma Grande Fantasia | Uma prostituta                |       |
| 1996 | Dear God                     | Profeta                       |       |
| 1998 | Vivendo no Limite            | Garçonete                     |       |
| 2001 | Mulholland Drive             | Bum                           |       |
| 2001 | O Diário da Princesa         | Baronesa Joy von Troken       |       |
| 2004 | O Diário da Princesa 2       | Baronesa Joy von Troken       |       |
| 2009 | Arraste-me para o Inferno    | Mãe e filha no Decathlon Fest |       |
| 2010 | Idas e Vindas do Amor        | Mulher Estranha               |       |
| 2015 | Amor Por Acidente            | Repórter #2                   |       |
| 2016 | Invocação do Mal 2           | Valak / Freira Demônio        |       |
| 2017 | Annabelle 2                  | Valak / Freira Demônio        |       |
| 2018 | A Freira                     | Valak / Freira Demônio        |       |
| 2023 | A Freira 2                   | Valak / Freira Demônio        |       |